# Oulches
Oulches település Franciaországban, Indre megyében. Lakosainak száma 420 fő (2022. január 1.). Oulches Chalais, Chitray, Ciron, Luzeret, Prissac és Rivarennes községekkel határos.

## Népesség
A település népességének változása:
| Lakosok száma | 676  | 566  | 528  | 409  | 397  | 407  | 409  | 410  | 410  | 420  |
|               | 1968 | 1982 | 1990 | 2006 | 2013 | 2015 | 2017 | 2019 | 2020 | 2022 |